# Nemesia meridionalis
Nemesia meridionalis is een spinnensoort in de taxonomische indeling van de bruine klapdeurspinnen (Nemesiidae).
Nemesia meridionalis werd in 1835 beschreven door Costa.